# Kim Yeong-taek
Kim Yeong-taek (24 agosto 2001) è un tuffatore sudcoreano.

## Biografia
Si è classificato al secondo posto nel sincro 10 metri al FINA Diving Grand Prix di Madrid.
Ha rappresentato la Corea del Sud ai campionati mondiali di nuoto di Gwangju 2019 dove è giunto trentottesimo nel concorso della piattaforma 10 metri e trentatreesimo nel trampolino 3 metri.

## Palmarès
| Anno | Manifestazione               | Sede      | Evento               | Risultato | Prestazione | Note |
| ---- | ---------------------------- | --------- | -------------------- | --------- | ----------- | ---- |
| 2019 | Mondiali                     | Gwangju   | Trampoino 3 m        | 33º P     | 356,65 p.   |      |
| 2019 | Mondiali                     | Gwangju   | Piattaforma 10 m     | 38º P     | 298,40 p.   |      |
| 2025 | Giochi mondiali universitari | Reno-Ruhr | Piattaforma 10 m     | Bronzo    | 434,40 p.   |      |
| 2025 | Giochi mondiali universitari | Reno-Ruhr | Sincro 3 m           | Bronzo    | 355,56 p.   |      |
| 2025 | Giochi mondiali universitari | Reno-Ruhr | Sincro 10 m          | Bronzo    | 377,64 p.   |      |
| 2025 | Giochi mondiali universitari | Reno-Ruhr | Classifica a squadre | Argento   |             |      |
| 2025 | Giochi mondiali universitari | Reno-Ruhr | Sincro 10 m misto    | Bronzo    | 266,82 p.   |      |
| 2025 | Giochi mondiali universitari | Reno-Ruhr | Squadra mista        | Bronzo    | 400,10 p.   |      |